# 中国工农红军第七军

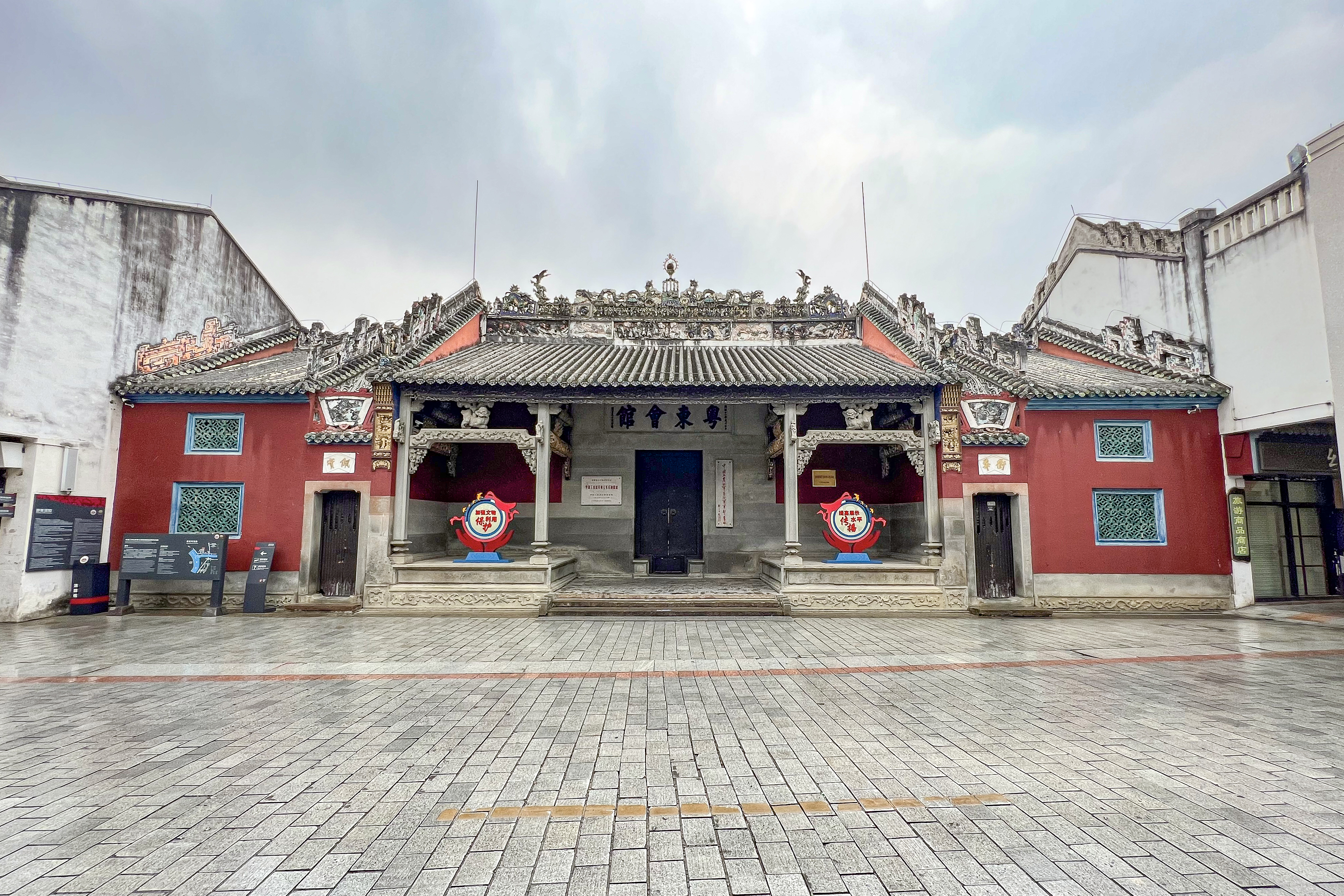
中国工农红军第七军军部旧址原为粤东会馆，1929年成为百色起义指挥部所在地

中国工农红军第七军，简称红七军，是中国工农红军红三军团主力部队之一。
1929年12月11日，国民政府广西警备第四大队、教导总队和右江农军2800余人，在百色举行起义，宣布成立红七军，军长张云逸、参谋长龚鹤村、前委书记兼政治部主任陈豪人。下辖第一纵队，纵队长李谦、政治委员沈静斋；第二纵队，纵队长胡斌、政治委员袁任远；第三纵队，纵队长韦拔群、政治委员李朴。
1930年2月，李明瑞被任命为红七军总指挥。3月，中央代表邓小平为政治委员和前委书记。1930年秋，又成立第四纵队，纵队长黄治峰、政治委员罗少章。11月，红七军整编为第十九、二十、二十一师，留韦拔群率少数部队进行游击战，主力则奉命北进。
1931年7月，全军抵达中央苏区，归红三军团建制。邓小平离队后，佘惠代理红七军党务工作，7月被新上任的红七军政委葛耀山错误地打成“改组派”，后被错杀。
1933年，中央红军进行整编，取消军一级编制，红七军番号取消。
另外，1927年底，鄂东工农革命军转移到湖北黄陂，改编而成的部队也使用红七军番号，军长吴光浩、党代表戴克敏、参谋长汪奠川。1929年，该部改编为红十一军第三十一师。